# Collegio elettorale di Sassuolo (Senato della Repubblica)
Il collegio di Sassuolo fu un collegio elettorale uninominale della Repubblica Italiana per l'elezione del Senato della Repubblica. Apparteneva alla Circoscrizione Emilia-Romagna e fu utilizzato per eleggere un senatore nella XII, XIII e XIV legislatura.
Venne istituito nel 1993 con la cosiddetta Legge Mattarella (Legge n. 276, Norme per l'elezione del Senato della Repubblica), attuata in seguito al referendum abrogativo del 1993. La legge istituì per la Camera dei deputati e per il Senato della Repubblica un sistema di elezione misto, in parte maggioritario e in parte proporzionale. Il 75% dei parlamentari dell'assemblea veniva eletto in collegi uninominali tramite sistema maggioritario a turno unico; il restante 25% al Senato veniva eletto tramite recupero proporzionale dei più votati non eletti attraverso un meccanismo di calcolo denominato "scorporo", cioè sottraendo dal conteggio dei voti totali di una lista nella parte proporzionale i voti ottenuti dai candidati collegati alla medesima lista che erano eletti nei collegi uninominali con il sistema maggioritario.
Il collegio venne abolito insieme a tutti gli altri che costituivano il Senato con la promulgazione della legge elettorale successiva, la cosiddetta Legge Calderoli. Questa prevedeva un sistema proporzionale con premio di maggioranza, che al Senato veniva attribuito a livello regionale.

## Territorio
Il collegio di Sassuolo era uno dei 14 collegi uninominali in cui era suddivisa l'Emilia-Romagna e, come previsto dal D.Lgs. del 20 dicembre 1993 n. 535, comprendeva i comuni di Castelfranco Emilia, Castelnuovo Rangone, Castelvetro di Modena, Fanano, Fiorano Modenese, Fiumalbo, Formigine, Frassinoro, Guiglia, Lama Mocogno, Maranello, Marano sul Panaro, Montecreto, Montefiorino, Montese, Palagano, Pavullo nel Frignano, Pievepelago, Polinago, Prignano sulla Secchia, Riolunato, San Cesario sul Panaro, Sassuolo, Savignano sul Panaro, Serramazzoni, Sestola, Spilamberto, Vignola e Zocca.

## Eletti
| Elezione | Elezione | Senatore         | Partito            |
| -------- | -------- | ---------------- | ------------------ |
|          | 1994     | Rino Serri       | Progressisti (PRC) |
|          | 1996     | Renato Albertini | Progressisti (PRC) |
|          | 2001     | Lanfranco Turci  | L'Ulivo (DS)       |

## Dati elettorali

### XII legislatura
|                               | Rino Serri ✔️ Eletto | Progressisti               | 73 490  | 46,88 |  |  |  |  |  |
|                               | Tiziano Pini         | Polo delle Libertà         | 36 992  | 23,60 |  |  |  |  |  |
|                               | Lauro Colombini      | Patto per l'Italia         | 25 247  | 16,10 |  |  |  |  |  |
|                               | Carlo Roncaccioli    | Alleanza Nazionale         | 12 132  | 7,74  |  |  |  |  |  |
|                               | Bernardetta Graziani | Lista Pannella-Riformatori | 5 927   | 3,78  |  |  |  |  |  |
|                               | Egidio Benassi       | Partito Democratico        | 2 989   | 1,91  |  |  |  |  |  |
| Totale                        | Totale               | Totale                     | 156 777 | 100   |  |  |  |  |  |
|                               |                      |                            |         |       |  |  |  |  |  |
| Voti non validi               | Voti non validi      | Voti non validi            | 10 646  | 6,36  |  |  |  |  |  |
| Votanti                       | Votanti              | Votanti                    | 167 423 | 92,45 |  |  |  |  |  |
| Elettori                      | Elettori             | Elettori                   | 181 100 |       |  |  |  |  |  |
|                               |                      |                            |         |       |  |  |  |  |  |
| Data: 27-28 marzo 1994        |                      |                            |         |       |  |  |  |  |  |
| Fonte: Ministero dell'interno |                      |                            |         |       |  |  |  |  |  |

### XIII legislatura
|                               | Renato Albertini ✔️ Eletto   | Progressisti          | 79 497  | 51,44 |  |  |  |  |  |
|                               | Augusto Cortelloni ✔️ Eletto | Polo per le Libertà   | 51 657  | 33,43 |  |  |  |  |  |
|                               | Gian Piero Ferrara           | Lega Nord             | 19 433  | 12,57 |  |  |  |  |  |
|                               | Silvano Ristori              | Lista Pannella-Sgarbi | 3 958   | 2,56  |  |  |  |  |  |
| Totale                        | Totale                       | Totale                | 154 545 | 100   |  |  |  |  |  |
|                               |                              |                       |         |       |  |  |  |  |  |
| Voti non validi               | Voti non validi              | Voti non validi       | 12 989  | 7,75  |  |  |  |  |  |
| Votanti                       | Votanti                      | Votanti               | 167 534 | 90,21 |  |  |  |  |  |
| Elettori                      | Elettori                     | Elettori              | 185 723 |       |  |  |  |  |  |
|                               |                              |                       |         |       |  |  |  |  |  |
| Data: 21 aprile 1996          |                              |                       |         |       |  |  |  |  |  |
| Fonte: Ministero dell'interno |                              |                       |         |       |  |  |  |  |  |

### XIV legislatura
|                               | Lanfranco Turci ✔️ Eletto | L'Ulivo                              | 84 926  | 50,94 |  |  |  |  |  |
|                               | Stefano Morselli          | Casa delle Libertà                   | 59 403  | 35,63 |  |  |  |  |  |
|                               | Giorgio Colombini         | Partito della Rifondazione Comunista | 9 486   | 5,69  |  |  |  |  |  |
|                               | Maurizio Guaitoli         | Lista Di Pietro                      | 5 691   | 3,41  |  |  |  |  |  |
|                               | Giovanni Meldi            | Democrazia Europea                   | 3 984   | 2,39  |  |  |  |  |  |
|                               | Silvio Serafini           | Pannella-Bonino                      | 3 221   | 1,93  |  |  |  |  |  |
| Totale                        | Totale                    | Totale                               | 166 711 | 100   |  |  |  |  |  |
|                               |                           |                                      |         |       |  |  |  |  |  |
| Voti non validi               | Voti non validi           | Voti non validi                      | 7 713   | 4,42  |  |  |  |  |  |
| Votanti                       | Votanti                   | Votanti                              | 174 424 | 88,70 |  |  |  |  |  |
| Elettori                      | Elettori                  | Elettori                             | 196 643 |       |  |  |  |  |  |
|                               |                           |                                      |         |       |  |  |  |  |  |
| Data: 13 maggio 2001          |                           |                                      |         |       |  |  |  |  |  |
| Fonte: Ministero dell'interno |                           |                                      |         |       |  |  |  |  |  |